# Jakson Spires
Jakson Spires est un musicien nord-américain né le 12 avril 1951 à Raleigh et mort d'une rupture d'anévrisme le 16 mars 2005 à Fort Pierce. Il fut batteur, membre fondateur et principal compositeur de Blackfoot.